# ラシャニム
『ラシャニム』（Rashanim）は、ベースのシャニール・エズラ・ブルメンクランズとドラムのマティアス・クンツリを含む、ギタリストのジョン・メイドフが結成したラシャニム・トリオによって、2003年にジョン・ゾーンのツァディクからリリースされた「ラディカル・ジューイッシュ・カルチャー・シリーズ (Radical Jewish Culture Series)」の名を冠したデビュー・アルバム。

## 反響
『ジャズタイムズ (JazzTimes)』誌の評論家、アーロン・スタインバーグは、「ほとんどの曲がメイドフのオリジナル曲であるが、伝統的なクレズマーと民俗音楽のメロディが混在している。メイドフが自信をもって手掛ける、時として暗いメロディを、彼らが全員で踊り続けているようだ」と述べた。 彼はさらに、メイドフとベーシストのシャニール・エズラ・ブルメンクランズとの相性についてコメントし、「ブルメンクランズの躍動的なベース・ラインが、ハーモロディックのバランスを保つために時として価値あるものになっている。ふたりが一緒になることで実にうまく協調している。時々、やることがほとんどなくなってしまったドラマーのマティアス・クンツリを置き去りにするほどに」。オールミュージックはアルバムを4つ星で評価した。

## トラック・リスト
全作曲: ジョン・メイドフ 、その他は下記に表示
1. "Der Khusid Geyt Tantsn" (トラディショナル) - 3:07
2. "Chroma" - 5:18
3. "Meshek" - 6:56
4. "Dovid Melech Yisrael/Lecha Dodi" (シュロモ・カールバッハ) - 5:24
5. "Chanshe's Nign" - 5:05
6. "Fel Shara/Üsküdar" (トラディショナル) - 4:39
7. "Dybbuk" - 4:49
8. "Brooklyn Dance" - 3:29
9. "Passing" - 3:51
10. "V'shamru" (モシュ・ロスブラム) - 6:23
11. "Kamancha" (サヤト・ノヴァ) - 2:21

## 参加ミュージシャン
- ジョン・メイドフ (Jon Madof) – ギター
- シャニール・エズラ・ブルメンクランズ (Shanir Ezra Blumenkranz) – エレクトリック・ベース
- マティアス・クンツリ (Matthias Künzli) – ドラム、パーカッション